# リモナナ
リモナナ (英語: limonana, アラビア語: ليمون نعناع, ヘブライ語: לימונדה, לימונענע, トルコ語: Limonane‎) は、レモンの果汁とミントの葉を使って作るジュース、およびレモンとミントを組み合わせたフレーバーのこと。エジプト、イスラエル、ヨルダン、レバノン、パレスチナ、シリア、トルコ、で一般的に飲まれている。シャーベットドリンクやスムージーの形で提供されたり、シャーベットやヨーグルトに入れられて楽しまれる。

## 語源
リモナナという名前はlimon(アラビア語: ليمون, ヘブライ語: לימון, 意味はレモン)とnana (アラビア語: نعناع, ヘブライ語: נענע, 意味はミント)の組み合わせに由来する。